# Tuniche
Tuniche es una localidad chilena perteneciente a la comuna de Las Cabras, provincia de Cachapoal, en la región de O'Higgins. Cuenta con una población de aproximadamente 700 personas que viven en el poblado y en los sectores rurales. Durante el periodo estival, se puede apreciar una importante visita de turistas, ya que se encuentra cercana al Parque Nacional Las Palmas de Cocalán.
Es colindante con la localidad de Cocalán y se accede a ella por el acceso principal de la comuna de Las Cabras pasando la cuesta que lleva el mismo nombre de la comuna.
- Datos: Q17632137